# Where Are You Now (Cerrone)
Where Are You Now è il decimo album in studio del musicista francese Cerrone, pubblicato nel 1983.

## Tracce
Testi e musiche di Cerrone, Gaubert, O'Neill.
Lato A
1. Where Are You Now - 4:30
2. Interdit Song - 5:05
3. On the Air - 5:13

Lato B
1. Sympathy - 4:20
2. Club Underworld - 5:00
3. Taxi in the Night - 3:56

## Formazione
- J.J. Fairlight - voce
- Mary Carewe - voce
- Pat Tison - chitarra
- Ray Russell - chitarra
- Jannick Top - basso
- Steve Barnakle - basso
- Charlie Olins - tastiere
- Chris Gaubert - tastiere
- Cerrone - batteria

### Produzione
- Craig Milliner - ingegneria del suono
- Manu Guillot - ingegneria del suono
- Stephen Stewart-Short - ingegneria del suono